# ديمدون
ديمدون مركب عضوي له الصيغة (CH3)2C(CH2)2(CO)2(CH2)، صنف على أنه ثنائي كيتون حلقي، وهو مشتق من 1،3-هكسانيديون الحلقي [الإنجليزية]. وهي مادة صلبة بيضاء قابلة للذوبان في الماء، وكذلك الإيثانول والميثانول. استخدم مرة واحدة ككاشف لاختبار مجموعة الألدهيد الوظيفية.

## تحضير
يحضر الدايمدون من أكسيد المسيتيل [الإنجليزية] وثنائي إيثيل مالونات [الإنجليزية] عبر تفاعل إضافة مايكل.